# Pierluigi Martini
 Pierluigi Martini  va ser un pilot de curses automobilístiques italià que va arribar a disputar curses de Fórmula 1.
Va néixer el 23 d'abril del 1961 a Lugo, Itàlia.
Fora de la F1 va guanyar les 24 hores de Le Mans de l'any 1999.

## A la F1
Pierluigi Martini va debutar a la catorzena cursa de la temporada 1984 (la 35a temporada de la història) del campionat del món de la Fórmula 1, disputant el 9 de setembre del 1984 el G.P. d'Itàlia al circuit de Monza.
Va participar en un total de cent vint-i-quatre curses puntuables pel campionat de la F1, disputades en deu temporades no consecutives (1984 - 1985 i 1988 - 1995), aconseguint una quarta posició (en dues ocasions) com millor classificació en una cursa i assolí divuit punts pel campionat del món de pilots.

## Resultats a la Fórmula 1
| Any  | Equip                    | Xassís      | Motor      | 1       | 2       | 3       | 4       | 5       | 6         | 7       | 8       | 9       | 10      | 11      | 12      | 13      | 14      | 15      | 16      | 17  | Posició | Punts |
| ---- | ------------------------ | ----------- | ---------- | ------- | ------- | ------- | ------- | ------- | --------- | ------- | ------- | ------- | ------- | ------- | ------- | ------- | ------- | ------- | ------- | --- | ------- | ----- |
| 1984 | Toleman Group Motorsport | Toleman     | Hart       | BRA     | RSA     | BEL     | SMR     | FRA     | MON       | CAN     | E.USA   | DAL     | GBR     | ALE     | AUT     | HOL     | ITA NVQ | EUR     | POR     |     | -       | 0     |
| 1985 | Minardi Team             | Minardi     | Cosworth   | BRA Ret | POR Ret |         |         |         |           |         |         |         |         |         |         |         |         |         |         |     | -       | 0     |
| 1985 | Minardi Team             | Minardi     | M. Moderni |         |         | SMR Ret | MON NVQ | CAN Ret | E.USA Ret | FRA Ret | GBR Ret | ALE 11  | AUT Ret | HOL Ret | ITA Ret | BEL 12  | EUR Ret | RSA Ret | AUS 8   |     | -       | 0     |
| 1988 | Lois Minardi Team        | Minardi     | Cosworth   | BRA     | SMR     | MON     | MEX     | CAN     | E.USA 6   | FRA 15  | GBR 15  | ALE NVQ | HUN Ret | BEL NVQ | ITA Ret | POR Ret | ESP Ret | JPN 13  | AUS 7   |     | 17è     | 1     |
| 1989 | Minardi Team SpA         | Minardi     | Cosworth   | BRA Ret | SMR Ret | MON Ret |         |         |           |         |         |         |         |         |         |         |         |         |         |     | 15è     | 5     |
| 1989 | Minardi Team SpA         | Minardi     | Cosworth   |         |         |         | MEX Ret | USA Ret | CAN Ret   | FRA Ret | GBR 5   | ALE 9   | HUN Ret | BEL 9   | ITA 7   | POR 5   | ESP Ret | JPN     | AUS 6   |     | 15è     | 5     |
| 1990 | SCM Minardi Team         | Minardi     | Cosworth   | USA 7   | BRA 9   |         |         |         |           |         |         |         |         |         |         |         |         |         |         |     | -       | 0     |
| 1990 | SCM Minardi Team         | Minardi     | Cosworth   |         |         | SMR NVS | MON Ret | CAN Ret | MEX 12    | FRA Ret | GBR Ret | ALE Ret | HUN Ret | BEL 15  | ITA Ret | POR 11  | ESP Ret | JPN 8   | AUS 11  |     | -       | 0     |
| 1991 | SCM Minardi Team         | Minardi     | Ferrari    | USA 9   | BRA Ret | SMR 4   | MON 12  | CAN 7   | MEX Ret   | FRA 9   | GBR 9   | ALE Ret | HUN Ret | BEL 12  | ITA Ret | POR 4   | ESP 13  | JPN Ret | AUS Ret |     | 11è     | 6     |
| 1992 | Scuderia Italia SpA      | BMS Dallara | Ferrari    | SUD Ret | MEX Ret | BRA Ret | ESP 6   | SMR 6   | MON Ret   | CAN 8   | FRA 10  | GBR 15  | ALE 11  | HUN Ret | BEL Ret | ITA 8   | POR Ret | JPN 10  | AUS Ret |     | 16è     | 2     |
| 1993 | Minardi Team             | Minardi     | Ford       | SUD     | BRA     | EUR     | SMR     | ESP     | MON       | CAN     | FRA     | GBR Ret | ALE 14  | HUN Ret | BEL Ret | ITA 7   | POR 8   | JPN 10  | AUS Ret |     | NC      | 0     |
| 1994 | Minardi Scuderia Italia  | Minardi     | Ford       | BRA 8   | PAC Ret | SMR Ret | MON Ret | ESP 5   |           |         |         |         |         |         |         |         |         |         |         |     | 21è     | 4     |
| 1994 | Minardi Scuderia Italia  | Minardi     | Ford       |         |         |         |         |         | CAN 9     | FRA 5   | GBR 10  | ALE Ret | HUN Ret | BEL 8   | ITA Ret | POR 12  | EUR 15  | JPN Ret | AUS 9   |     | 21è     | 4     |
| 1995 | Minardi Scuderia Italia  | Minardi     | Ford       | BRA Ret | ARG Ret | SMR 12  | ESP 14  | MON 7   | CAN Ret   | FRA Ret | GBR 7   | ALE Ret | HUN     | BEL     | ITA     | POR     | EUR     | PAC     | JPN     | AUS | -       | 0     |

### Resum
| Curses:   | Victòries: | Pòdiums: | Poles: | Voltes ràpides: | Punts: |
| --------- | ---------- | -------- | ------ | --------------- | ------ |
| 124 (119) | 0          | 0        | 0      | 0               | 18     |